# Бровман, Григорий Абрамович
Григо́рий Абра́мович Бро́вман (1 [14] августа 1907, Калараш, Оргеевский уезд, Бессарабская губерния — 13 августа 1984, Москва) — советский литературовед и литературный критик, фронтовой корреспондент. Кандидат филологических наук.

## Биография
Родился в местечке Калараш Оргеевского уезда Бессарабской губернии (ныне — районный центр Республики Молдова), в еврейской семье.
Учился в школе, после окончания семи классов стал работать в библиотеке. С началом Первой мировой войны их семья скиталась по Подольской губернии, некоторое время жила в Одессе и Крыжополе. В 1926 году переехал в Москву, где поступил на литфак Московского университета, окончил вуз в 1931 году. Печатался начал ещё студентом: так, в журнале «Революция и культура» (1929, № 21) появилась статья Г. Бровмана и Е. Поповкина, в которой авторы утверждали, что университеты своей замкнутостью соответствовали корпоративности феодального общества, что теперь они полностью оторваны от жизни, являются порождением культуры паразитических классов, выпускают из своих стен никуда не пригодных людей, паразитов (за исключением медиков и юристов). Поэтому университет как единое целое должен быть уничтожен, превращён в ряд узкоспециализированных вузов.
Работал в редакции журнала «На путях к новой школе». При поддержке И. Л. Альтмана стал членом оргкомитета по созданию Союза советских писателей. Окончил аспирантуру ИФЛИ, в 1940 году защитил кандидатскую диссертацию по теме «Белинский и драма». Преподавал в Литературном институте имени А. М. Горького.
В годы Великой Отечественной войны — военный корреспондент на Северо-Западном фронте, работал в редакции газеты «В бой за родину», «Бей врага».
В ходе кампании по борьбе с космополитизмом был уволен с поста заведующего кафедрой советской литературы и творчества Литературного института им. А. М. Горького и исключён из рядов Союза писателей СССР (впоследствии восстановлен).
Заведовал отделом критики в журнале «Новый мир». Был старшим референтом Союза писателей СССР.
Занимался творчеством В. В. Вересаева (книга «В. В. Вересаев: жизнь и творчество» вышла в 1959 году), современной советской прозой. Начиная с 1961 года опубликовал несколько работ по творчеству А. И. Солженицына; защищал творчество писателя в полемике с А. Жуховицким. Высоко оценил ранние литературные опыты Ю. В. Трифонова; поддержал исключение В. Н. Войновича из Союза писателей СССР. Награждён орденом Трудового Красного Знамени (1977).

## Избранные труды[7]
- Бровман Г. А., Герман А. Г., Муравьёва Н. И., Орлова А. В., Рождественский Б. В., Федосеев Г. С., Шапиро В. М. Учебник по литературе: Для 7 года ФЗС и 2 года ФЗУ и 3 года ШКМ / Под ред. Ф. М. Головченко. — М.; Л.: Учпедгиз, 1932. — 208 с. — 125 000 экз.
- Бровман Г. А. В. В. Вересаев: жизнь и творчество. — М.: Советский писатель, 1959. — 367 с. — 6000 экз.
- Бровман Г. А., Скорино Л. Жизнь. Герой. Литература: Сборник литературно-критических статей. — М.: Советский писатель, 1961. — 628 с. — 16 000 экз.
- Бровман Г. А., Литвинов В. Литературная Россия: Сборник литературно-критических статей. — М.: Советская Россия, 1962. — 518 с. — 30 000 экз.
- Бровман Г. А. Герой и время: Обзор прозы за 1963 год. — М.: Знание, 1964. — 32 с. — 52 100 экз.
- Бровман Г. А. Проблемы и герои современной прозы: Критическое обозрение. — М.: Художественная литература, 1966. — 311 с. — 20 000 экз.
- Бровман Г. А. Талант и направление: О современной художественной прозе. — М.: Советский писатель, 1971. — 383 с. — 10 000 экз.
- Бровман Г. А. Труд, герой, литература: Очерки и размышления о русской советской художественной прозе. — М.: Художественная литература, 1974. — 335 с. — (1. Русская советская литература 2. Рабочий класс в художественной литературе). — 20 000 экз. || . — 2-е изд., перераб. и доп. — 1978. — 373 с. — 20 000 экз.
- Бровман Г. А. Человек для людей: Образ коммуниста в русской советской литературе: Очерки, размышления, воспоминания (Для старшего школьного возраста). — М.: Детская литература, 1978. — 206 с. — (1. Советская литература. 2. Коммунисты в художественной литературе). — 50 000 экз. || . — 1983. — 238 с. — 50 000 экз.

## Сборники
- Литературная Россия: Сборник литературно-критических статей. Составители Г. Бровман и В. Литвинов. М.: Советская Россия, 1962.